# 斯亨巴卡姆
斯亨巴卡姆（Shenbakkam），是印度泰米尔纳德邦Vellore县的一个城镇。总人口13459（2001年）。

## 人口
该地2001年总人口13459人，其中男性6717人，女性6742人；0—6岁人口1659人，其中男883人，女776人；识字率72.00%，其中男性为78.98%，女性为65.04%。